# Lasianthus canephoroides
Lasianthus canephoroides är en måreväxtart som beskrevs av Herbert Fuller Wernham. Lasianthus canephoroides ingår i släktet Lasianthus och familjen måreväxter. Inga underarter finns listade i Catalogue of Life.